# قاعدة ميتشل الجوية
قاعدة ميتشل الجوية (بالإنجليزية: Mitchel Air Force Base)‏ و تعرف أيضاً ب ميدان ميتشل قاعدة للقوات الجوية الأمريكية تقع على سهول هيمبستيد لونغ آيلند، نيويورك، الولايات المتحدة الأمريكية أنشئت في عام 1918 .

## أعلام
- ويليام فيكنر
- ليديا ريد